# Ẩm thực Do Thái

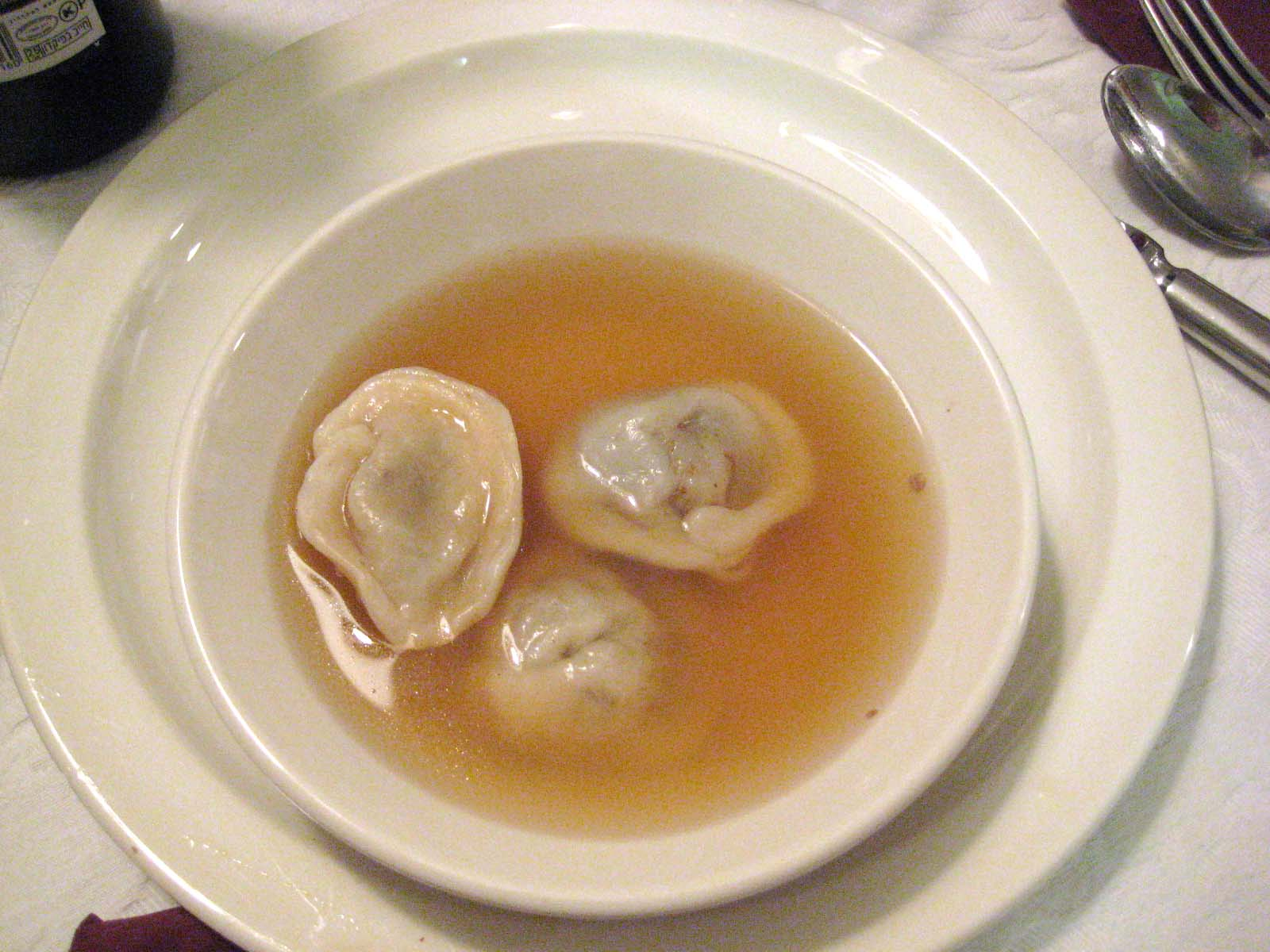
Súp gà với kreplach

Ẩm thực Do Thái là một bộ sưu tập của các truyền thống nấu khác nhau của cộng đồng người Do Thái trên toàn thế giới. Đó là một nền ẩm thực đa dạng đã phát triển qua nhiều thế kỷ, hình thành bởi luật chế độ ăn uống của người Do Thái (kashrut), festival Do Thái, và truyền thống Shabbat (Sabbath). Ẩm thực của người Do Thái bị ảnh hưởng bởi kinh tế, nông nghiệp, và ẩm thực truyền thống của nhiều quốc gia có cộng đồng người Do Thái đã định cư và thay đổi rộng rãi trên toàn thế giới.
Nói chung, những phong cách riêng biệt hoặc các món ăn riêng của họ có thể được phân biệt trong ẩm thực của người Do Thái là Ashkenazi, Sephardi, Mizrahi, Ả Rập, Ba Tư, Yemen, Ấn Độ, và Mỹ Latinh. Ngoài ra còn có các món ăn đặc biệt từ cộng đồng người Do Thái từ Ethiopia đến Trung Á.
Hơn nữa, kể từ khi thành lập Nhà nước Israel vào năm 1948, và đặc biệt là kể từ cuối những năm 1970, một nền "ẩm thực kết hợp" Israel non trẻ này đã phát triển, áp dụng và thích ứng với các yếu tố của tất cả các phong cách của người Do thái nêu trên, các món ăn mới dựa trên các sản phẩm nông nghiệp giới thiệu và trưởng thành từ năm 1948, và kết hợp các món ăn Trung Đông khác và các món ăn quốc tế.